# Pseudoleucopis aborigena
Pseudoleucopis aborigena är en tvåvingeart som beskrevs av Tanasijtshuk 1996. Pseudoleucopis aborigena ingår i släktet Pseudoleucopis och familjen markflugor. Inga underarter finns listade i Catalogue of Life.